# Elon (butikskedja)
ELON Group AB är en svensk fackhandelskedja och en av Sveriges största vitvarukedjor med cirka 286 butiker över hela landet.
Huvudkontoret finns i Marieberg, Örebro kommun, där även Elon:s centrallager för vitvaror finns.
Elon Elkedjan Logistics AB  grundas 2003 och Elon Group gick samman med Electragruppen år 2022.